# Kirschflecksalmler
Der Kirschflecksalmler oder Perez–Salmler (auch Tetra Perez) (Megalamphodus erythrostigma, Synonym: Hyphessobrycon erythrostigma) ist ein Süßwasserzierfisch aus der Ordnung der Salmlerartigen. Er stammt aus dem Schwarzwasser des oberen Amazonasbeckens. 

## Merkmale
Ausgewachsene Kirschflecksalmler erreichen eine Körperlänge von etwa sechs Zentimetern. Der Körper zeigt eine typische längliche Rautenform und ist seitlich sehr zusammengedrückt. Die Flossen sind stark entwickelt, vor allem die Afterflosse. Die Rückenflosse zeigt die charakteristische Form einer länglichen Sichel und ist von rötlich grauer Färbung. Basis und Spitzen sind dunkel gehalten. Die obere Partie des Körpers ist graubraun und wird durch rötliche Schattierungen belebt, während der Bauch gelblich gefärbt ist. Die Reflexe des Schuppenkleides ändern sich je nach Lichteinfall. In der Mitte des Körpers ist ein leuchtend rotes rundes Mal sichtbar. 
Die Männchen sind kleiner, aber bunter als die Weibchen. Sie sind auch durch ihre lang ausgezogene Rücken- und Afterflosse sehr gut von den Weibchen zu unterscheiden. Die Färbung des Kleides kann sich je nach Gemütsverfassung des Fisches ändern. 

## Ähnliche Arten
Neben dem eigentlichen Kirschflecksalmler gibt es noch zwei ähnliche Arten, die in der Aquaristik von Bedeutung sind: Socolofs Kirschflecksalmler (Megalamphodus socolofi) und der Rotrücken-Kirschflecksalmler (Hyphessobrycon pyrrhonotus).

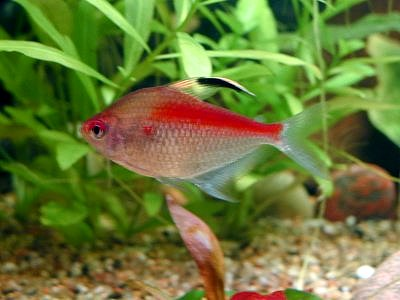
Rotrücken-Kirschflecksalmler (Hyphessobrycon pyrrhonotus)

Während H. pyrrhonotus durch einen kräftigen roten Streifen auf dem Rücken noch sehr gut von M. erythrostigma und M. socolofi zu unterscheiden ist, da dieser bei den anderen nicht vorkommt, ist es zwischen M. erythrostigma und M. socolofi schon schwieriger. Sicherstes und auffälligstes Unterscheidungsmerkmal ist der weiße Streifen in der Afterflosse, der bei M. erythrostigma in den ersten zwei bis drei Flossenstrahlen verlängert ist und hier einen Haken bildet, so ähnlich wie bei H. pyrrhonotus. M. socolofi bleibt kleiner als die beiden anderen Arten.

## Aquarienhaltung
Dieser schöne und friedliche Salmler sollte nur in Gruppen von mindestens zehn Tieren gehalten werden.
Ein Becken ab 80 Zentimeter Länge, Wassertemperatur 23–28 °C und weiches Wasser mit einem pH-Wert im Bereich 5,5–7,5 sollten bereitgestellt werden.
Ein dunkler Bodengrund und die Filterung über Torf, mit einem damit verbundenen pH-Wert im leicht sauren Bereich (unter 7), lassen die Farben viel intensiver erscheinen.
Kirschflecksalmler halten sich vorwiegend in der mittleren Wasserzone auf. Von dort aus unternehmen sie aber auch Abstecher in die untere und obere Wasserzone. Die Gruppe „fällt“ dabei oft „auseinander“ – schließt sich aber, spätestens bei drohender Gefahr, wieder zusammen.
Die bisher nur selten in Gefangenschaft vermehrten Tiere bevorzugen eine abwechslungsreiche Ernährung aus Trocken- und Lebendfutter. Lediglich die ähnlichen Socolofs Kirschflecksalmler (Hyphessobrycon socolofi), die aus dem Gebiet des Rio Negro stammen, wurden bisher in größeren Mengen nachgezüchtet.